# Germoe
Germoe – wieś w Anglii, w Kornwalii. Leży 12 km na wschód od miasta Penzance i 401 km na południowy zachód od Londynu. W 2001 miejscowość liczyła 508 mieszkańców.